# Ауди V8
Ауди V8 (Audi V8) е първият модел от луксозни автомобили (сегмент F) на германската компания „Ауди“. В периода 1988 – 1994 г. са произведени 21 000 екземпляра.

## История
С този модел „Ауди“ прави опит да стъпи и да се утвърди в горния клас. Това обаче се удава едва с наследника „Ауди A8“, а продажбите на „V8“ остават доста под очакваните. За това се изтъкват няколко причини. От една страна „V8“ прилича на по-малките модели „100“ и „200“. От друга страна „V8“ първоначално се продава само с висококачествено оборудване като кожени седалки, автоматичен климатик, автоматични скорости и др. Това оскъпява колата и цената ѝ е с около 30% по-висока от подобни модели като „Мерцедес-Бенц S-класа“ и „БМВ 7“. В сравнение с тях на „Ауди“ все липсва имиджът на производител на автомобили от горен клас.
В Германия към 2006 г. има 4120 регистрирани автомобила „Ауди V8“.

## Технически данни
Също като много от другите модели на „Ауди“, „Ауди V8“ представя на света нещо иновативно – това е първият автомобил в серийно производство, съчетаващ автоматични скорости и постоянно задвижване 4х4. През 1990 г. е предложена и версия с петстепенна ръчна скоростна кутия, която две години по-късно е заменена с шестстепенна. Голяма част от клиентите обаче продължават да поръчват версията с автоматична скоростна кутия и затова днес рядко се срещат екземпляри с ръчни скорости.
Двигателят на V8 е изработен изцяло от алуминий. Има осем цилиндъра и обем от 3,6 литра, а мощността е 184 kW (250 к.с.). Максималната скорост е 246 km/h, ускорението от 0 до 100 km/h – 7,6 секунди (при версията с автоматични скорости съответно 235 km/h и 9,2 секунди). От 1992 г. „Ауди V8“ се предлага и с осемцилиндров 4,2 литров двигател с 206 kW (280 к.с.), максимална скорост: 252 km/h, ускорение 6,2 секунди (249 km/h, 7,1 секунди).
Каросерията е изцяло галванизирана. Въпреки че е базирана на тази на „Ауди 100 С3“, всички части от предницата – фарове, калници, броня, капак – са контструирани наново. Предните и задните калници са издадени настрани, за да могат да покрият по-широкото разстояние между гумите, а това води до промяна в дизайна и на задните врати и броня. За задните светлини е използвана нова технология на боядисване – те са изцяло червени, но мигачите продължават да светят с оранжев цвят. Произведени са и 300 екземпляра с удължено с 30 сантиметра шаси.
За отбелязване са и скъпите и трудни за намиране резервни части. Това се дължи на сравнително малкото произведени екземпляри.

## Автомобилен спорт
През 1990, 1991 и 1992 състезателна версия На „Ауди V8“ участва в германскита серия за туристически автомобили ДТМ. През 1990 г. за отбора на „Шмит Моторшпорт“ се състезават Ханс-Йоаким Щук, Валтер Рьорл и Франк Йелински. Шампионската титла е спечелена от Щук. През следващия сезон „Ауди“ участва с още един отбор – „Ауди Центрум Ройтлинген“ с пилоти Франк Биела и Хуберт Хаупт. За „Шмит Моторшпорт“ участват Щук и Йелински. Този път шампион става Биела. През „1992“ г. Ауди не записва особени успехи, а след сезона организаторите на ДТМ преценяват, че коляновият вал на автомобила не отговаря на изискванията на правилника и „Ауди“ се отказва от по-нататъчно участие.